# تپه گورستان قدیمی
تپه قبرستان قدیمی مربوط به سده‌های اولیه دوران‌های تاریخی پس از اسلام است و در شهرستان خدابنده، بخش سجاسرود، روستای خان تیمور واقع شده و این اثر در تاریخ ۱۲ بهمن ۱۳۸۱ با شمارهٔ ثبت ۷۴۲۴ به‌عنوان یکی از آثار ملی ایران به ثبت رسیده‌است.